# Мид, Бет
Бетани Джейн Мид (англ. Bethany Jane Mead, 9 мая 1995) — английская футболистка, выступающая на позиции нападающего в футбольном клубе «Арсенал», а также в составе национальной сборной Англии. Участница чемпионата мира 2019 и чемпионата Европы 2022. Лучший молодой игрок года по версии ПФА (2016), дважды лучший молодой игрок года в сборной Англии по версии Футбольной ассоциации (2015, 2018), лучший бомбардир Английской суперлиги сезона 2015. Лучший игрок и бомбардир (совместно с Александрой Попп) Чемпионата Европы 2022.

## Достижения

### Клубные
Арсенал
- Победительница Чемпионата Англии (1): 2018/2019[4]
- Обладательница Кубка лиги[англ.] (1): 2017/2018[англ.][4]
- Победительница Лиги чемпионов УЕФА (1): 2024/2025

Итого: 3 трофея

### В составе сборной
Сборная Англии:
- Обладательница SheBelieves Cup (1): 2019[англ.][5]
- Обладательница Arnold Clark Cup[англ.] (1): 2022[англ.][6]
- Чемпионка Европы: 2022, 2025

### Личные
- Лучший молодой игрок года по версии ПФА (1): 2016[7]
- Игрок года по версии Федерации футбольных болельщиков (1): 2018[8]
- Молодой игрок года в сборной Англии по версии Футбольной ассоциации (2): 2015[9], 2018[10]
- Лучший бомбардир Английской суперлиги (1): 2015[англ.][11]
- Лучший бомбардир чемпионата Европы (совместно с Александрой Попп): 2022[3]
- Лучший игрок чемпионата Европы: 2022[12]